# Разу, Жан Луи Николя
Луи Николя де Разу́ (фр. Louis Nicolas de Razout; 1772—1820) — французский военный деятель, дивизионный генерал (1811 год), граф (1814 год), участник революционных и наполеоновских войн. Имя генерала выбито на Триумфальной арке в Париже.

## Биография

### Путь из юристов в солдаты (1792—1801 гг.)
Подобно генералу Ледрю дез Эссару, одному из своих будущих товарищей по оружию, Луи-Николя де Разу изначально не помышлял о карьере боевого офицера. Родился в семье адвоката парламента и парижского буржуа Луи Анри де Разу (фр. Louis Henry de Razout; 1737—1814) и его супруги Сюзанны Мансо (фр. Suzanne Marie Manceau; 1743—1809). Происходил из бургундских дворян, и состоял в родстве со старинным домом Бурбон-Бюссе, основательно штудировал законы, рассчитывая при покровительстве родителей и Фемиды сделать себе имя на юридическом поприще. Однако его расчёты не оправдались. В конце восемнадцатого столетия Франция пребывала в глубочайшем политическом и экономическом кризисе. Привычный для Николя мир рушился, страна менялась, и ему оставалось либо эмигрировать, либо меняться вместе с ней. Он выбрал второе.
В самый разгар Революции Разу решил бросить учёбу и записаться в армию. 12 января 1792 года в звании младшего лейтенанта вступил в 51-й пехотный полк. Очень скоро образованный и старательный молодой человек был замечен командованием и привлечён к штабной работе. Находясь на службе в Итальянской армии, Разу успел побывать в адъютантах у таких генералов, как: Лангло, Брюн, Сюше и Жубер. Кстати, последний из упомянутых в этом списке военачальников был, в своё время, однополчанином Николя. Став генералом, Жубер не забыл боевого друга. Когда в начале 1798 года его отправили в Голландию оказывать военную помощь батавским якобинцам, он в качестве адъютанта взял с собой Разу. На следующий год они вместе отбыли в Италию, где Жубер принял командование армией. Николя был непосредственным свидетелем гибели талантливого генерала в битве при Нови. Смертельно раненый Жубер скончался у него на руках.
По возвращении из Италии Разу был приписан к штабу будущего маршала Империи Ожеро, которому поручили возглавить французскую армию в Голландии. 3 июня 1801 года новоиспечённый полковник Разу получил в распоряжение 104-ю линейную полубригаду. Проявив, в полной мере, способности толкового администратора, он сумел менее чем за два года превратить своё подразделение, наполовину состоявшее из необстрелянных вандейских конскриптов, в высокобоеспособную единицу.

### Триумф при Аустерлице. Захват Любека (1806 г.). Кампания в Испании (1808 г.)
24 сентября 1803 года 104-я полубригада была расформирована и Разу 4 октября возглавил 94-й полк линейной пехоты. Служил в Ганноверской армии. В кампании 1805 года сражался в рядах пехотной дивизии Друэ д’Эрлона 1-го корпуса маршала Бернадотта Великой Армии. В «битве трёх императоров» его превосходно обученные солдаты, прикрывая отход опрокинутых противником батальонов 24-го лёгкого и 4-го линейного полков, не ломая строй, бесстрашно отбили все атаки русской гвардейской кавалерии.
Не менее доблестно 94-й полк вёл себя в ходе Прусской кампании 1806 года. Так, в бою при Шлайце 9 октября, пехотинцы Разу, совместно с 27-м лёгким полком, беспрерывно атакуя, заставили корпус Тауэнцина отступить с занимаемых у Оттерсдорфа позиций, открыв, тем самым, дорогу на Лейпциг. 6 ноября войска Бернадотта, Мюрата и Сульта подошли к Любеку. Этот ганзейский город, занятый генералом Блюхером, должен был стать одним из последних оплотов сопротивления прусской армии, почти полностью уничтоженной в битвах при Йене и Ауэрштедте. Разу получил приказ, во что бы то ни стало пробиться к крепости. На его пути стояли 3 вражеских батальона, успешно пресекавшие все попытки французов овладеть городом. Возглавив атакующих, Разу штурмом взял позиции неприятеля, захватил 3 орудия и ворвался в город. На следующий день Блюхер, осознав безнадёжность своего положения, капитулировал в Раткау, и на этом, как таковые, боевые действия на территории Пруссии прекратились.
Новый, 1807 год принёс Разу долгожданное продвижение по службе. 14 февраля он был удостоен чина бригадного генерала. 2 апреля возглавил бригаду в 1-м корпусе. С 23 мая 1807 года командовал 3-й бригадой 2-й дивизии генерала Фриана в составе 3-го корпуса Даву.
17 февраля 1808 года возглавил бригаду в резервной пехотной дивизии Вердье в Орлеане. 18 февраля в Париже женился на Катрин Форме (фр. Catherine Pierrette Sophie Formé; —1847). 26 апреля получил назначение в генеральный штаб в Мадриде. В мае 1808 Разу был переведён в дивизию генерала Гранжана в корпусе маршала Монсея. 28 июня принял участие в атаке на Валенсию. 7 сентября 1808 года его дивизия стала частью 3-го корпуса Армии Испании. 25 октября сражался при Лерине.

### Война с Австрией (1809 г.)
15 января 1809 года генерал был отозван в Париж, а после того как Австрия объявила войну Наполеону, он присоединился 9 апреля к действующей армии в Германии. Когда 13 мая французы заняли Вену, Разу был назначен комендантом крепости. На этом посту, в упорной борьбе с беспорядками и мародёрством, он провёл ровно десять дней, после чего вновь вернулся в войска. 24 мая возглавил 2-ю бригаду во 2-й дивизии сперва генерала Клапареда, затем Фрера. Дивизия входила во 2-й корпус генерала Удино. 4 июля Разу штурмовал передовые австрийские позиции у Энцерсдорфа. Рекруты, из которых состояла его бригада, двигались вперёд крайне неуверенно, и генералу пришлось лично вести их в бой. При наступлении на деревушку Баумерсдорф 5 июля его солдаты попали под жесточайший артиллерийский обстрел. Вражеские ядра проделывали огромные бреши в рядах атакующих. Когда под генералом была убита лошадь, и он упал придавленный весом мёртвого животного, это чуть было не послужило сигналом ко всеобщему бегству. Пытаясь спасти положение, легкораненый Разу приказал застрельщикам открыть прицельный огонь по вражеским канонирам. После этого он встал во главе колонны деморализованных юнцов и дважды пытался выбить неприятеля из Баумерсдорфа, но безуспешно.
6 июля подразделение Разу внесло весомый вклад в захват селения Ваграм, однако вся слава досталась солдатам дивизии Пакто из корпуса Гренье. Возмущению генерала не было предела. Более того, в тот же день произошёл неприятный инцидент с двумя полковниками из его бригады. Они храбро сражались и были ранены в бою за Ваграм, но, несмотря на это, их без объяснений сместили с должности и заменили другими офицерами. Разу, в свою очередь, отказался признать вновь прибывших и заявил, что не намерен становиться «орудием несправедливости, которую не имеет права вершить даже сам император». Стараниями генерала, пострадавших, в конечном итоге, реабилитировали. 1 марта 1810 года генерал получил разрешение вернуться во Францию для восстановления. 28 июля был назначен комендантом острова Валхерен вместо Жилли. 
31 июля 1811 года Разу был произведён в дивизионные генералы. 15 сентября Разу возглавил дивизию корпуса маршала Нея. С ней ему предстояло разделить радость побед и горечь поражений, которые ожидали их в России.

### «Гроза двенадцатого года»
19 августа 1812 года 11-я дивизия атаковала отряд Тучкова у Валутиной горы, тщетно стремясь захватить важный перекрёсток дорог у Лубино и перерезать линии коммуникаций 1-й Западной армии. В ходе Бородинского сражения дивизии Разу предписывалось штурмовать левую (северную) и центральную флеши. Не с первой попытки и ценой огромных потерь поставленная задача была выполнена. Особенно отважно сражались 4-й и 18-й линейные полки 11-й дивизии. Эти же подразделения отличились в бою под Красным 18 ноября. Пробиваясь из окружения, маршал Ней бросил Разу и его солдат на позиции русских за Лосминским оврагом. В результате этого наступления 11-я дивизия фактически перестала существовать. Сам Разу был ранен в бою и сдал командование бригадному генералу д’Энену. Вот как описывает эту героическую атаку авторитетный французский исследователь Лашук: «Быстро преодолев Лосминский овраг, французы заставили отступить русских стрелков, а затем устремились на пушки. Массы неприятельской пехоты медленно тронулись на них. Встреченный в упор картечным залпом, 4-й полк Фезансака понёс огромные потери. Его первый дивизион, буквально снесённый картечью, опрокинулся на второй дивизион и привёл его в расстройство. Французская полковая колонна остановилась, и в этот момент русская пехота ударила на неё в штыки, а кавалерия атаковала с флангов. Задавленные численностью врага, остатки обоих батальонов 4-го линейного полка в беспорядке отступили обратно за овраг и вновь собрались на большой дороге под прикрытием дивизии Ледрю и огня немногочисленных орудий корпуса Нея. Вся атака продолжалась не более четверти часа. После неё 4-й полк, насчитывавший прежде около 500 штыков, уменьшился до 200 бойцов. Ещё больше, чем он, пострадали Иллирийский и 18-й линейный полки, действовавшие на флангах. Обе эти части, расстрелянные картечью и атакованные русской пехотой и кавалерией были практически уничтожены, а 18-й полк к тому же потерял своего орла».

### Битва при Дрездене. Плен. Переход на службу к Людовику XVIII
В начале 1813 года французская армия, изгнанная из России, в спешном порядке переформировывалась. 30 мая Разу получил в распоряжение 45-ю дивизию 14-го корпуса маршала Сен-Сира, которая за всё время Саксонской кампании неоднократно демонстрировала свои высокие боевые качества. В битве под Дрезденом 26-27 августа, находясь на левом фланге Великой армии, она, совместно с другими подразделениями, раз за разом отбивала атаки войск Витгенштейна. По иронии судьбы именно в Дрездене ей предстояло сложить оружие 27 ноября, в результате поражения Наполеона под Лейпцигом.
После капитуляции Разу был отправлен в Рааб, где находился в плену вплоть до первой Реставрации Бурбонов. Генерал написал письмо Людовику XVIII, в котором особо подчеркнул свою лояльность монарху и выразил желание продолжить службу. В ответ король наградил Разу орденом Святого Людовика, а маршал Сульт, назначенный военным министром, предложил генералу возглавить один из департаментов его ведомства. Разу отказался, сославшись на то, что данный пост не соответствует его званию. Других предложений, тем не менее, не последовало.

### Сто Дней. Назначения в эпоху Второй Реставрации
В марте 1815 года генерал долго колебался, но в итоге присягнул на верность вернувшемуся из ссылки Наполеону. Тот быстро нашёл применение заслуженному воину, предложив ему должность командующего 21-м военным округом в Бурже. После поражения при Ватерлоо и второго отречения императора Разу некоторое время занимался расформированием «Луарской армии». Вновь занявший Тюильри Луи XVIII уволил генерала со службы. Вспомнили об отставнике лишь в конце 1818 года, направив его начальствовать над 3-м военным округом в Меце.
Последние годы жизни генерал провёл в заботах о материальном обеспечении солдат и офицеров бывшей Великой армии и реорганизации королевских войск на вверенной ему территории. Скончался Луи Николя де Разу от апоплексического удара на 48-м году жизни. При большом стечении народа его похоронили на военном кладбище на острове Шамбьер, что под Мецем.

## Воинские звания
- Младший лейтенант (12 января 1792 года);
- Лейтенант (8 марта 1792 года);
- Капитан (13 октября 1796 года);
- Командир батальона (5 ноября 1797 года, утверждён 2 января 1798 года);
- Полковник (3 июня 1801 года);
- Бригадный генерал (14 февраля 1807 года);
- Дивизионный генерал (31 июля 1811 года).

## Титулы
- Барон Разу и Империи (фр. baron Razout et de l'Empire; декрет от 19 марта 1808 года, патент подтверждён 29 сентября 1809 года в Шёнбрунне)[7];
- Граф Разу и Империи (фр. comte Razout et de l'Empire; декрет от 2 августа 1813 года, патент подтверждён 9 декабря 1814 года в Париже)[8][9].

## Награды
Легионер ордена Почётного легиона (11 декабря 1803 года)
 Офицер ордена Почётного легиона (14 июня 1804 года)
 Коммандан ордена Почётного легиона (3 октября 1811 года)
 Великий офицер ордена Почётного легиона (2 августа 1813 года)
 Кавалер военного ордена Святого Людовика (29 июля 1814 года)